# توماس سالبادور
توماس سلفادور إسبيسو (بييادا، فالنسيا، 9 مارس 1921 - برشلونة، 22 يونيو 1984) كان كاتبًا وصحفيًا إسبانيًا. 

## السيرة الذاتية
قضى سنواته الأولى في مسقط رأسه، مع عائلة فقيرة جدًا. وفي سن الثامنة انتقل مع عائلته الى مدريد وهناك التحق بالمدرسة التابعة لمؤسسة كالديرو للدراسة مجانًا حتى سن الخامسة عشر.